# Campionato CONCACAF 1973
Il Campionato CONCACAF 1973 è stata la 6ª edizione di questo torneo di calcio continentale per squadre nazionali maggiori maschili organizzato dalla CONCACAF.
Il torneo si è disputato ad Haiti dal 29 novembre al 18 dicembre 1973. Tutte le partite si disputarono allo Stadio Silvio Cator nella città di Port-au-Prince. Fu la prima edizione a valere anche come qualificazione ai Mondiali. Le sei squadre partecipanti si affrontarono in un girone all'italiana. Il torneo fu vinto da Haiti, che ottenne così la sua prima affermazione nella competizione e si qualificò, inoltre, per la Coppa del mondo FIFA 1974.

## Formula
- Qualificazioni

14 membri CONCACAF: 6 posti disponibili per la fase finale. Nessuna squadra è qualificata direttamente alla fase finale. Le qualificazioni si compongono di sei gruppi (quattro gruppi da tre squadre e due gruppi da due). Ogni squadra gioca partite di andata e ritorno: le prime classificate (dei gruppi di tre squadre) e le vincenti (dei gruppi di due squadre) si qualificano per la fase finale.
- Fase finale

Girone unico - 6 squadre: giocano partite di sola andata. La prima classificata si laurea campione CONCACAF e si qualifica al Campionato mondiale di calcio 1974.

## Squadre partecipanti
| Pr. | Squadra           | Data di qualificazione certa | Partecipante in quanto                             | Partecipazioni precedenti al torneo | Ultima presenza        |
| --- | ----------------- | ---------------------------- | -------------------------------------------------- | ----------------------------------- | ---------------------- |
| 1   | Haiti             | 23 aprile 1972               | Vincente del Gruppo 5 della fase di qualificazione | 3 (1965, 1967, 1971)                | Trinidad e Tobago 1971 |
| 2   | Messico           | 6 settembre 1972             | Vincente del Gruppo 1 della fase di qualificazione | 5 (1963, 1965, 1967, 1969, 1971)    | Trinidad e Tobago 1971 |
| 3   | Trinidad e Tobago | 30 novembre 1972             | Vincente del Gruppo 6 della fase di qualificazione | 3 (1967, 1969, 1971)                | Trinidad e Tobago 1971 |
| 4   | Guatemala         | 10 dicembre 1972             | Vincente del Gruppo 2 della fase di qualificazione | 4 (1963, 1965, 1967, 1969)          | Costa Rica 1969        |
| 5   | Honduras          | 10 dicembre 1972             | Vincente del Gruppo 3 della fase di qualificazione | 3 (1963, 1967, 1971)                | Trinidad e Tobago 1971 |
| 6   | Antille Olandesi  | -                            | Vincente del Gruppo 4 della fase di qualificazione | 3 (1963, 1965, 1969)                | Costa Rica 1969        |

Nella sezione "partecipazioni precedenti al torneo", le date in grassetto indicano che la nazione ha vinto quella edizione del torneo, mentre le date in corsivo indicano la nazione ospitante.

## Stadi
| Port-au-Prince      | Port-au-Prince |
| Stadio Silvio Cator | Port-au-Prince |
| Capienza: 15.000    | Port-au-Prince |
|                     | Port-au-Prince |

## Fase finale

### Girone unico

#### Classifica
| Pos | Squadra           | P.ti | G | V | N | P | GF | GS | DR  |
| --- | ----------------- | ---- | - | - | - | - | -- | -- | --- |
| 1   | Haiti             | 8    | 5 | 4 | 0 | 1 | 8  | 3  | 5   |
| 2   | Trinidad e Tobago | 6    | 5 | 3 | 0 | 2 | 11 | 4  | +7  |
| 3   | Messico           | 6    | 5 | 2 | 2 | 1 | 10 | 5  | +5  |
| 4   | Honduras          | 5    | 5 | 1 | 3 | 1 | 6  | 6  | 0   |
| 5   | Guatemala         | 3    | 5 | 0 | 3 | 2 | 4  | 6  | -2  |
| 6   | Antille Olandesi  | 2    | 5 | 0 | 2 | 3 | 4  | 19 | -15 |

#### Risultati
| Arbitro: | Davies |

|                            |           |           |
| Guifarro 33’ Hernández 51’ | Marcatori | 61’ David |

| Port au Prince 30 novembre 1973 | Messico | 0 – 0 | Guatemala | Stadio Silvio Cator\| Arbitro: \| Highet \| |
| Arbitro:                        | Highet  |       |           |                                             |

| Arbitro: | Soto Paris |

|                          |           |  |
| Sanon 25’, 61’ Désir 29’ | Marcatori |  |

| Arbitro: | Winsemann |

|              |           |                   |
| Guifarro 54’ | Marcatori | 73’ López Salgado |

| Arbitro: | Henriquez |

|                        |           |           |
| Sanon 9’ Saint-Vil 88’ | Marcatori | 14’ David |

| Arbitro: | Kibritjian |

|                           |           |                       |
| Toppenberg 18’ Schoop 75’ | Marcatori | 6’ Roldán 63’ Morales |

| Arbitro: | Winsemann |

|               |           |  |
| Saint-Vil 59’ | Marcatori |  |

| Arbitro: | Siles |

|                                                                          |           |  |
| López Salgado 10’, 76’ Muciño 32’, 45’, 46’, 82’ Pulido 35’ Lapuente 78’ | Marcatori |  |

| Arbitro: | Soto Paris |

|           |           |  |
| David 30’ | Marcatori |  |

| Arbitro: | Chaplin |

|                       |           |                            |
| Soza 33’ Guifarro 50’ | Marcatori | 62’ Clemencia 73’ St, Jago |

| Arbitro: | Davies |

|                |           |               |
| Sanon 28’, 72’ | Marcatori | 4’ Monterroso |

| Arbitro: | Winsemann |

|                                           |           |  |
| Cummings 35’, 39’ David 52’ Archibald 62’ | Marcatori |  |

| Arbitro: | Schott |

|          |           |             |
| Bran 15’ | Marcatori | 83’ Banegas |

| Arbitro: | Ramirez |

|                                        |           |  |
| David 16’, 51’, 62’ Brunken 33’ (aut.) | Marcatori |  |

| Arbitro: | Kibritjian |

|  |           |           |
|  | Marcatori | 30’ Borja |

## Statistiche

### Classifica marcatori
7 reti
- Steve David

5 reti
- Emmanuel Sanon

4 reti
- Rubén Guifarro

3 reti
- Horacio López Salgado
- Octavio Muciño

2 reti
- Everald Cummings

1 rete
- Reginald Clemencia
- Adelbert Toppenberg
- Siegfried Schoop
- Erroll St. Jago
- Juan Banegas
- Benjamín Monterroso
- René Morales
- Jorge Roldán
- Jean-Claude Désir

- Guy Saint-Vil
- Roger Saint-Vil
- Jorge Bran
- Óscar Rolando Hernández
- Roberto Soza
- Enrique Borja
- Manuel Lapuente
- Héctor Pulido
- Warren Archibald

Autorete
- Siegfried Brunken (contro Trinidad and Tobago)